# Tritomacrus
Tritomacrus is een kevergeslacht uit de familie van de boktorren (Cerambycidae). De wetenschappelijke naam van het geslacht werd voor het eerst geldig gepubliceerd in 1838 door Newman.

## Soorten
Tritomacrus is monotypisch en omvat slechts de volgende soort:
- Tritomacrus testaceus Newman, 1833